# Palanka (Tuzla)
Palanka je bila utvrda i prostorno-teritorijalna cjelina u osmanskoj Tuzli. Smatra se da je bila najvjerojatnije nalazi na mjestu gdje je bila predosmanska Drvena utvrda, na predjelu koji je nešto uzdignut, sa sjeverne strane dna doline rijeke Jale. Danas je na tom mjestu Atik mahala odnosno Stara mahala. Unutar utvrde podignuta je najstarija mahala u Tuzli, Džamijska mahala. U njoj je bila izgrađena najstarija tuzlanska džamija.:str. 146. Osim Atik mahale u kojoj je najstarija džamija, Palanka je obuhvaćala i Hadži Hasanovu mahalu unutar koje je bila čaršija, Solni trg, dio s javnim sadržajima i ostalo. Gradske mahale su se naslanjale na Palanku.:str. 147. Manja kamena utvrda podignuta je tijekom druge polovine 18. stoljeća u središtu palanke.:str. 148.
Palanka je bila prostorno jedna od najvećih onodobnih utvrda u BiH. Bila je ograđena bedemom. Ispred Palanke bio je jarak (hendek) ispunjen vodom.:str. 147. Zid utvrde Palanke bio je od drva i zemlje. Utvrda je imala četiri kapije na četirima stranama. Zvale su se prema mahalama kamo su vodile odnosno rijeci Jali: Poljska (prema mahali Polje), Džindić (prema Džindić mahali), Atik (pored Atik mahale) i Jala (prema rijeci Jali).:str. 18. Pored Džindijske kapije nalazile se unutar Palanke upravne zgrade za Zvornički sandžak: sud, Pašin konak (zgrada gdje sjedi Zvornički sandžak-beg od sredine 19. stoljeća, kada je sjedište sandžaka premješteno iz Zvornika u Tuzlu).:str. 149.